# A Walk with Love & Death
Ne doit pas être confondu avec Promenade avec l'amour et la mort.
Albums de Melvins
Basses Loaded
(2016) Pinkus Abortion Technician
(2018)
A Walk with Love & Death est un double album des Melvins sorti en 2017 sur le label Ipecac Recordings. 
Sorti le 7 juillet 2017, il est le 22e album du groupe. Il comprend deux albums distincts : Love, une bande originale de quatorze chansons d'un court métrage de Jesse Nieminen, également connu sous le nom de A Walk with Love & Death, et Death, composé de neuf chansons standard. Il s'agit du premier album complet des Melvins à présenter le bassiste Steven Shane McDonald, qui n'est apparu que sur quatre des chansons de leur album précédent, Basses Loaded. Les musiciens invités sont Joey Santiago (Pixies), Anna Waronker (That Dog) et Teri Gender Bender (Le Butcherettes).

## Titres
Tous les titres sont des Melvins.

### Love
| No  | Titre                           | Durée |
| --- | ------------------------------- | ----- |
| 1.  | Aim High                        | 2:01  |
| 2.  | Queen Powder Party              | 2:14  |
| 3.  | Street Level St. Paul           | 2:18  |
| 4.  | The Hidden Joice                | 1:11  |
| 5.  | Give It to Me                   | 2:49  |
| 6.  | Chicken Butt                    | 1:49  |
| 7.  | Eat Yourself Out                | 5:03  |
| 8.  | Scooba                          | 1:09  |
| 9.  | Halfway to the Bakersfield Mall | 4:17  |
| 10. | Pacoima Normal                  | 2:33  |
| 11. | Park Head                       | 3:39  |
| 12. | T-Burg                          | 4:10  |
| 13. | Track Star                      | 5:02  |
| 14. | The Asshole Bastard             | 4:55  |

### Death
| No | Titre                   | Durée |
| -- | ----------------------- | ----- |
| 1. | Black Heath             | 6:41  |
| 2. | Sober-delic (Acid Only) | 6:03  |
| 3. | Euthanasia              | 4:36  |
| 4. | What's Wrong with You?  | 2:36  |
| 5. | Edgar the Elephant      | 3:36  |
| 6. | Flaming Creature        | 4:22  |
| 7. | Christ Hammer           | 3:51  |
| 8. | Cactus Party            | 3:37  |
| 9. | Cardboa Negro           | 2:56  |

## Musiciens

### Love
- King Buzzo : guitare, voix, thérémine, synthétiseur, bruitage
- Dale Crover : battarie, voix, bruitage
- Steven Shane McDonald : basse, voix, bruitage

Invités
- Toshi Kasai : enregistrements, bruitage
- Joey Santiago : guitare
- Anna Waronker : chœur
- James Bartlett : claviers
- Tom Hazelmyer : guitare

### Death
- King Buzzo : guitare, voix
- Dale Crover : batterie, voix
- Steven McDonald : basse, voix

Invités
- Joey Santiago : guitare
- Anna Waronker : chœurs
- Teri Gender Bender : chœurs